# Scopula syriturica
Scopula syriturica är en fjärilsart som beskrevs av Eugen Wehrli 1934. Scopula syriturica ingår i släktet Scopula och familjen mätare. Inga underarter finns listade.